# Kulturhus

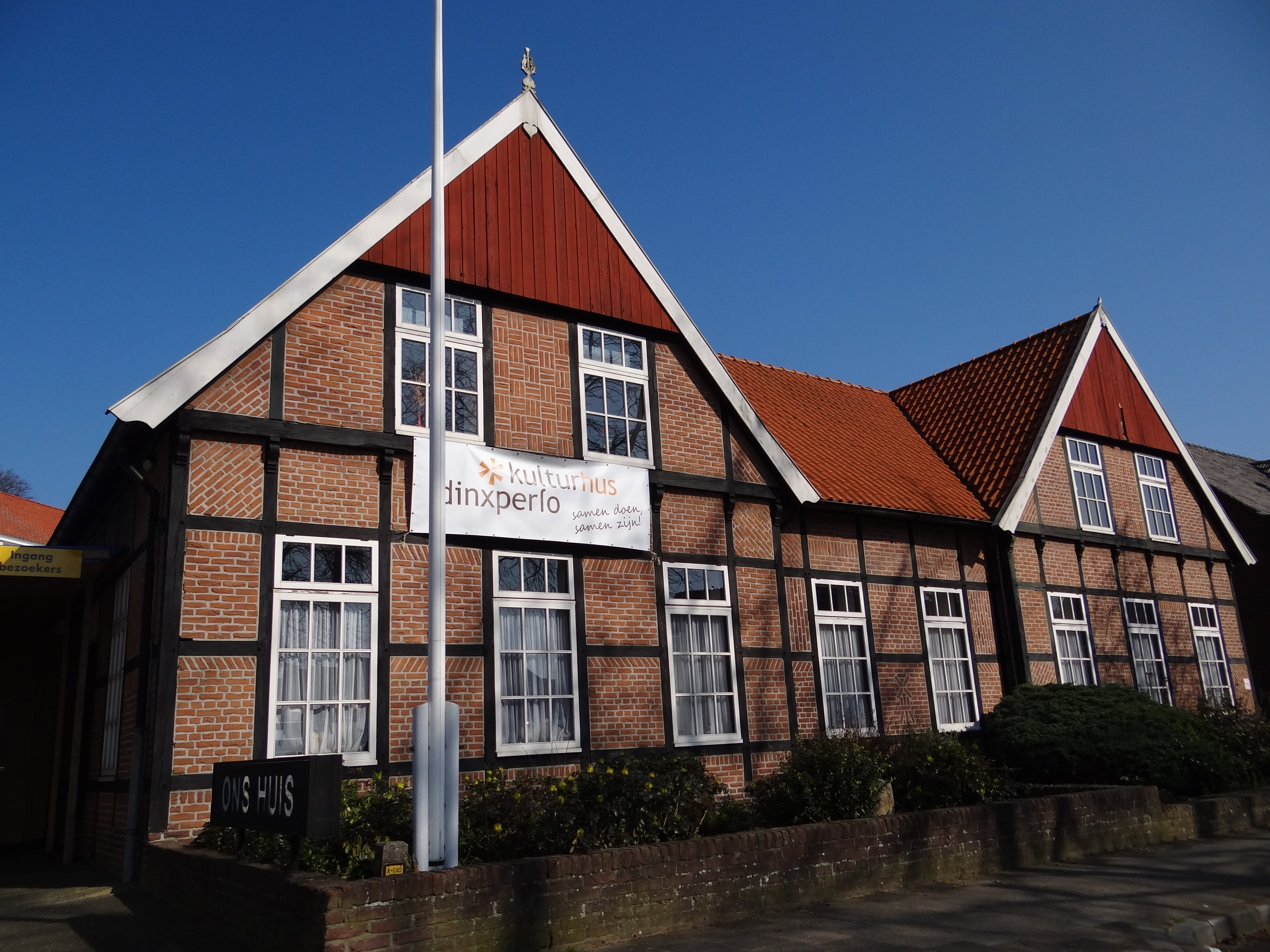
"Ons Huis", een kulturhus in Dinxperlo

Een kulturhus is een combinatie van verschillende voorzieningen in één of meerdere gebouwen, waarin samenwerking de sleutel is. Vaak worden zowel niet-commerciële als commerciële voorzieningen onder één dak geplaatst, zoals een  peuterspeelzaal, kinderopvang, schoolruimte, spreekkamers voor artsen, fysiotherapeut en anderen, bibliotheek, VVV, bank, postvoorziening, vergaderfaciliteiten en ontmoetingsplekken. De bibliotheek is hierbij in veel gevallen de vertegenwoordiger van de brede dienstverlening op het terrein van informatie, educatie en cultuur. Het kulturhusconcept is in Scandinavië ontstaan en werd vanaf 2000 in uiteenlopende vormen en omvang ingevoerd in Nederland.

## Samenwerking toegespitst op het doel
De gedachte van een kulturhus als een tastbaar (gemeenschaps-)gebouw is snel gemaakt, maar een kulturhus is vaak meer. Behalve het delen van één gebouw zijn gezamenlijk beheer en programmering belangrijke onderdelen. De wensen van inwoners en de taken die het kulturhus uitoefent zijn belangrijk in dit concept. Door gezamenlijke afspraken en programmeringen poogt het kulturhus meerwaarde te bieden boven een 'gewone' multifunctionele accommodatie. Ieder kulturhus is uniek voor de specifieke locatie.
Een voorbeeld van een (groot) kulturhus in Nederland is dok Zuid in Apeldoorn.